# Androeme plagiata
Androeme plagiata är en skalbaggsart som beskrevs av Aurivillius 1910. Androeme plagiata ingår i släktet Androeme, och familjen långhorningar. Inga underarter finns listade i Catalogue of Life.